# El día después de la feria
El día después de la feria (The day after the fair, en su versión original) es una obra de teatro de Frank Harvey, estrenada en 1972.

## Argumento
El autor desarrolla su obra en la época de la Inglaterra victoriana, donde durante unos días feriales, la criada de una acaudalada y prestigiosa dama de la alta sociedad, queda embarazada.La muchacha, que iba para madre soltera, encuentra, sin embargo, el apoyo y comprensión de su jefa, quién, intentara por todos los medios convencer al desalmado muchacho para que reconozca al niño y se reconciele con la muchacha para poder formar una familia.Para ello, empezará a enviar cartas al muchacho.Pero, tanta será pasión que pone en ellas la mujer que el muchacho acabará interesándose por ella y no por la criada.

## Representaciones destacadas
- Lyric Theatre, Londres, 4 de octubre de 1972. Estreno mundial.
  - Dirección: Frith Banbury.
  - Intérpretes: Deborah Kerr, Duncan Lamont, Avice Landon, Julia Foster.
- Teatro Eslava, Madrid, 25 de octubre de 1974. Estreno en España.
  - Dirección: Luis Escobar.
  - Traducción: Juan Jose Arteche.
  - Intérpretes: Irene Gutiérrez Caba, Tina Sainz, Ana María Méndez, Paloma Pagés, Ernesto Aura, Estanis González.  .

### Televisión
- 5 de enero de 1978, en el espacio Teatro de siempre, de TVE. Intérpretes: Irene Gutiérrez Caba, Tina Sainz, Estanis Gonzalez, Paloma Pagés, Ana María Méndez, Ernesto Aura.